# Slag om Spanish Fort
De Slag om Spanish Fort vond plaats tussen 27 maart en 8 april 1865 in Baldwin County, Alabama tijdens de Amerikaanse Burgeroorlog.
Na de Noordelijke overwinning in de Slag bij Mobile Bay bleef Mobile toch in Zuidelijke handen. De versterkingen van Spanish Fort werden uitgebreid om de oostelijke toegang tot de stad te beschermen. Fort Huger, Fort (Batterij) Tracey, Fort (Batterij) McDermott, Fort Alexis, Red Fort, en Old Spanish Fort maakten allemaal deel uit van deze versterkingen.
De Noordelijken besloten tot een aanval op Mobile via land in het begin van 1865. Het XIII en XVI korps onder leiding van Generaal-majoor Edward Canby naderden de stad waardoor de Zuidelijken in het defensief gedwongen werden. De noordelijken concentreerden hun aanval op Fort Blakely en Spanish Fort. op 27 maart 1865 begon het beleg van Spanish Fort. Tegen 1 april was het fort volledig omsingeld. Het fort viel op 8 april 1865. Het merendeel van het Zuidelijke garnizoen en hun bevelhebber, brigade generaal Randall L. Gibson slaagden erin van te ontsnappen. Spanish fort was uitgeschakeld.
Na de val van Spanish Fort en de overgave van Robert E. Lee in Appomattox Courthouse, was Fort Blakely de enige weerstandshaard ten oosten van de Mississippi. Reeds op 1 april werd Fort Blakely belegerd. Het garnizoen gaf zich gewonnen op 9 april na de Slag om Fort Blakely.
De verovering van beide forten gaf de Noordelijken de kans om Mobile binnen te trekken na het einde van de burgeroorlog.

## Bron
- National Park Service - Spanish Fort